# Sclerolaena eurotioides
Sclerolaena eurotioides är en amarantväxtart som först beskrevs av Ferdinand von Mueller, och fick sitt nu gällande namn av Andrew John Scott. Sclerolaena eurotioides ingår i släktet Sclerolaena och familjen amarantväxter. Inga underarter finns listade i Catalogue of Life.